# 札幌温泉電気軌道デ1形電車
札幌温泉電気軌道デ1形電車（さっぽろおんせんでんききどうデ1がたでんしゃ）は、札幌温泉電気軌道が1929年（昭和4年）に導入した電車である。

## 背景
札幌温泉電気軌道は札幌温泉への観光客輸送を目的として、札幌市電の円山三丁目停留所前に置いた南一条電停と温泉下電停を結んで1.83 kmを結び、1929年（昭和4年）6月29日に開業した軌道である。この開業に合わせて汽車製造東京支店から合計24,000円で購入したのがデ1・デ2の2両の電車であった。

## 車体
全長9,970 mmの木造車体で、妻は丸妻構造3枚窓、側面は両端に客用ドアが1つずつ、その間に窓が8枚ある構造であった。ただし窓については2枚-4枚-2枚と分けられた構造になっていた。屋根は木造シングルルーフで、トロリーポールとトルペート型ベンチレーター8個が設置されていた。前灯は腰部に1個備えていた。
室内はすべてロングシートで、客用扉同士の間を結んでつながっていた。定員は50名うち座席28名であった。座席の上には網棚と広告枠が取り付けられていた。

## 主要機器
電動機は35馬力級の直流直巻整流子電動機である芝浦製作所SE-116-Cを2基、吊り掛け式で搭載する。歯車比は86:14 = 6.14である。
台車はJ.G.ブリル社製低床2軸単台車の79Eと同型の79EXを装着する。この台車は竣工図等では「ブリル」79EXと記載されているが、J.G.ブリル社ではこの型番に該当する製品は存在せず、汽車製造製の国産模倣品にこの型番が付されていたことが知られている。本形式と同型・同一メーカー製の浅野川電気鉄道カ11 - カ13（後の北陸鉄道モハ570形モハ571 - モハ573）がやはり汽車製造製の79EXを装着して納入されていることからも、本台車はブリル79Eの純正品ではなく汽車製造によるデッドコピー品であった可能性が高い。なお、この79E系台車は2軸単台車であるが、明治期の電気鉄道黎明期に全国の路面電車や電気鉄道などで大量に採用されたブリル21Eとは異なり、低床構造への対応と、空気ブレーキの搭載を前提に設計されたものである。
ブレーキとしては、ウェスティングハウス・エア・ブレーキ社の原設計による簡潔なSM3直通ブレーキ・制御器による発電ブレーキ・手ブレーキの3種類を装備していた。

## 歴史
デ1形は汽車製造のレディーメイド的な車両を購入したものであり、前述の浅野川電気鉄道カ11 - カ13や日立電鉄デハ4 - 6と同型車両であった。1929年の開業と同時に運用を開始された。しかし1930年（昭和5年）8月31日に変電所が火災を起こして焼失し、電車の運行が不能となってしまった。しばらくは札幌市電から電力を受けることで運行されたが、これも電気代未払いのため打ち切られ、電車の運行は開業から1年強で中止となった。
この頃札幌郊外電気軌道に改称していた会社は、代わりにガソリンカーによる運転再開を計画し、キハ1を導入した。これにより電車は車庫に留置された状態となって保管された。ガソリンカーによる運行も、利用の不振によりやがて営業休止となり、無許可の営業休止が続いたという理由により軌道特許を取り消されて軌道自体が廃止となった。
気動車の出力不足およびブレーキ能力不足が当局から指摘されており、このため気動車の改良をするか変電所を復旧して電車の運転を再開することという条件がつけられて気動車の設計認可を得ていた。そうしたこともあり、気動車による運転再開後も電車は保管されたままであった。軌道廃止後は、元従業員によって電動機を盗まれるという事態となり、他社に売却することもできない状態となって、そのまま行方不明となっている。